# Stunt Race FX
Stunt Race FX est un jeu vidéo de course en 3D dans un style dessin animé. Ce jeu vidéo développé et publié par Nintendo pour la Super Nintendo est le second pour lequel on a utilisé la puce Super FX. Codéveloppé avec Argonaut Games, on le connaît sous le nom Wild Trax (ワイルドトラックス, Wairudo Torakkusu) au Japon. Malgré l'utilisation de la puce Super FX, le jeu n'a pas reçu autant d'attention de la part du public que Star Fox. La seule réédition de ce jeu est sur le Nintendo Switch Online de la Nintendo Switch.
Le jeu propose des niveaux de courses, d'obstacle et un mode « affrontement ».

## Principes du jeu
Le jeu offre trois coupes en mode un joueur (facile, normale et dure) proposant quatre courses chacune, dont une épreuve bonus à mi-parcours. Sur le circuit, on affronte trois autres véhicules, toujours les mêmes : le coupé, F-Type et le 4WD. Si on sélectionne l'un de ces véhicules, celui contrôlé par l'ordinateur sera de couleur verte.
L'épreuve bonus permet de gagner des secondes supplémentaires sur les circuits et, si on parvient à boucler le circuit, une vie de plus. Pour réaliser les épreuves bonus, le joueur conduit un semi-remorque.
Le mode facile achevé déverrouille le mode moyen, et le mode moyen déverrouille le mode difficile.
Les courses se remportent en finissant dans les trois premières positions (1er, 2e ou 3e), à défaut de finir 4e, on doit la recommencer pour espérer passer à la suivante. Afin de pouvoir réaliser cela, on dispose de trois vies dans le jeu.
Si on parvient à terminer le mode difficile, on débloque un nouveau véhicule, la moto.
Autre mode de jeu :
- Le mode deux joueurs offre quatre courses.
- Le mode cascade offre quatre parcours où il faut récupérer des étoiles en un temps donné.
- Le mode "crash" où sur une zone close il faut détruire trois adversaires le plus rapidement possible (Ce mode n'est débloqué qu'une fois achevé les 4 parcours cascades).

Cinq véhicules sont disponibles :
- COUPE : c'est une petite voiture de sport jaune qui a une excellente adhérence durant les virages.
- F-TYPE : c'est une voiture de course rouge et blanche de type monoplace, très rapide et légère mais a des amortisseurs hyper sensibles et son turbo peut se vider plus vite.
- 4WD : c'est un gros pick-up bleu aux roues énormes qui sont à l’épreuve des routes de terre battues et humides, très robuste mais son accélération est à la fois lente par son poids.
- 2WD : c'est une moto verte et jaune super rapide, hyper adhérente et très agile (seulement disponible dans le mode free trax et peut se dévérouiller dans les autres modes après avoir terminé toutes les courses en mode speed difficile).
- TRAILER : c'est un camion semi-remorque (uniquement conduisible sur les circuits bonus)

Tous les véhicules, hormis "TRAILER", ont une barre de dégât et un turbo. Si l'auto encaisse trop de coups, elle est détruite et on perd la course. Sur les parcours, des bonus rouges permettent de réparer son véhicule.
Le turbo doit être rechargé grâce à des bonus bleus. Si au début des courses, ils ne sont pas essentiels, dans les suivantes ils sont obligatoires si l'on veut remporter l'épreuve.

## Cameos dansStunt Race FX
- Mario
- Luigi
- Fox McCloud et Arwing
- Kirby
- Le chien de Duck Hunt (disponible uniquement via GameShark)

## Accueil
Ce jeu est ressorti sur le Nintendo Switch Online de la Nintendo Switch le 6 septembre 2019.